# Wranja-Pass
Der Wranja-Pass (bulgarisch проход Враня prochod Wranja) ist ein 2100 m hoher und vereister Bergsattel im westantarktischen Ellsworthland. In der Sentinel Range im Ellsworthgebirge trennt er die Sullivan Heights vom Vinson-Massiv. Er liegt 10,9 km nordöstlich des Mount Vinson, 8,51 km östlich des Mount Shinn, 1,74 km südlich des Mount Segers, 4,2 km nordnordwestlich des Vanand Peak und 9,98 km westnordwestlich des Mount Waldron. Der Pass ist Teil der Wasserscheide zwischen dem Crosswell-Gletscher im Nordwesten und dem Hinkley-Gletscher im Osten.
US-amerikanische Wissenschaftler kartierten ihn 1988. Die bulgarische Kommission für Antarktische Geographische Namen benannte ihn 2011 nach Ortschaft Wranja im Südwesten Bulgariens.